# Stirling Moss
Sir Stirling Moss, OBE (Stirling Craufurd Moss), (London, Engleska, 17. rujna 1929. – 12. travnja 2020.) je bivši britanski vozač Formule 1. 
Pobijedio je u 212 utrka u raznim automobilističkim kategorijama, te je primljen u International Motorsports Hall of Fame. U Formuli 1 natjecao se od 1951. do 1961., te iako nikad nije osvojio naslov prvaka, a čak tri puta je bio doprvakom, i danas se smatra jednim od najboljih vozača Formule 1.

## Mladost
Rođen u Londonu, kao sin zubara Alfreda Mossa, Stirling je odgojen u bogatoj porodici u kući na desnoj obali rijeke Temze. Otac Alfred bio je i amaterski vozač, a upisao je i nastup 1924. na utrci 500 milja Indianapolisa. Stirling je pohađao mnoge škole i imao veliki izbor zanimanja kojima se mogao baviti. No unatoč tome, odlučio se za utrkivanje. 

## 1947. – 1950.
Poslije Drugog svjetskog rata, Stirling je 1947. počeo voziti lokalne brdske utrke koje su u Britaniji bile popularne. Želja njegovog oca bila je da Stirling postane zubar, pa nije htio financirati njegovu automobilističku karijeru. Stoga se Stirling odlučio na utrkivanje konjima da bi mogao zaraditi novac za Formulu 3. Utrkivao se za momčad Cooper i ubrzo uvjerio oca da je bolji vozač nego što je zubar. S očevom podrškom došao je u Formulu 2 1949. Sljedeće godine, u posuđenom Jaguaru XK120, prvi put pobjeđuje na međunarodnoj utrci RAC Tourist Trophy održanoj u Dundrod u Sjevernoj Irskoj.

## Rezultati u Formuli 1
| Sezona | Momčad                                            | Šasija                             | Motor                                                     | Utrke | Pobjede | Podiji | Bodovi  | Plasman |
| ------ | ------------------------------------------------- | ---------------------------------- | --------------------------------------------------------- | ----- | ------- | ------ | ------- | ------- |
| 1951.  | HW Motors                                         | HWM 51                             | Alta Straight-4                                           | 1     | 0       | 0      | 0       | —       |
| 1952.  | HW Motors ERA Ltd. Connaught Engineering          | HWM 52 ERA G type Connaught Type A | Alta Straight-4 Bristol Straight-6 Lea-Francis Straight-4 | 5     | 0       | 0      | 0       | —       |
| 1953.  | Connaught Engineering Cooper Car Company          | Connaught Type A Cooper Special    | Lea-Francis Straight-4 Alta Straight-4                    | 4     | 0       | 0      | 0       | —       |
| 1954.  | Equipe Moss/AE Moss Officine Alfieri Maserati     | Maserati 250F                      | Maserati Straight-6                                       | 6     | 0       | 1      | 4,14    | 13.     |
| 1955.  | Daimler Benz AG                                   | Mercedes-Benz W196                 | Mercedes-Benz Straight-8                                  | 6     | 1       | 3      | 23      | 2.      |
| 1956.  | Officini Alfieri Maserati                         | Maserati 250F                      | Maserati Straight-6                                       | 7     | 2       | 4      | 27 (28) | 2.      |
| 1957.  | Officini Alfieri Maserati Vandervell Products Ltd | 250F Vanwall 57                    | Maserati Straight-6 Vanwall Straight-4                    | 6     | 3       | 3      | 25      | 2.      |
| 1958.  | Rob Walker Racing Team Vandervell Products Ltd    | Cooper T43 Vanwall 57              | Climax Straight-4 Vanwall Straight-4                      | 10    | 4       | 5      | 41      | 2.      |
| 1959.  | Rob Walker Racing Team British Racing Partnership | Cooper T51 BRM P25                 | Climax Straight-4 BRM Straight-4                          | 8     | 2       | 3      | 25,5    | 3.      |
| 1960.  | Rob Walker Racing Team                            | Cooper T51 Lotus 18                | Climax Straight-4                                         | 6 (5) | 2       | 3      | 19      | 3.      |
| 1961.  | Rob Walker Racing Team                            | Lotus 18 / 21 Ferguson P99         | Climax Straight-4                                         | 8     | 2       | 2      | 21      | 3.      |

## Pobjede

### Formula 1
| Rd  | Sezona | Datum         | Velika nagrada      | Staza        | Momčad                    | Šasija        | Motor                 | Gume | Grid |
| --- | ------ | ------------- | ------------------- | ------------ | ------------------------- | ------------- | --------------------- | ---- | ---- |
| 1.  | 1955.  | 16. srpnja    | VN Velike Britanije | Aintree      | Daimler Benz AG           | W196          | Mercedes M196 2.5 L8  | C    | 1.   |
| 2.  | 1956.  | 13. svibnja   | VN Monaka           | Monaco       | Officine Alfieri Maserati | 250F          | Maserati 250F1 2.5 L6 | P    | 2.   |
| 3.  | 1956.  | 2. rujna      | VN Italije          | Monza        | Officine Alfieri Maserati | 250F          | Maserati 250F1 2.5 L6 | P    | 6.   |
| 4.1 | 1957.  | 20. srpnja    | VN Velike Britanije | Aintree      | Vandervell Products       | VW 5          | Vanwall 254 2.5 L4    | P    | 1.   |
| 5.  | 1957.  | 18. kolovoza  | VN Pescare          | Pescara      | Vandervell Products       | VW 5          | Vanwall 254 2.5 L4    | P    | 2.   |
| 6.  | 1957.  | 8. rujna      | VN Italije          | Monza        | Vandervell Products       | VW 5          | Vanwall 254 2.5 L4    | P    | 2.   |
| 7.  | 1958.  | 19. siječnja  | VN Argentine        | Buenos Aires | R.R.C. Walker Racing Team | Cooper T43    | Climax FPF 2.0 L4     | C    | 7.   |
| 8.  | 1958.  | 26. svibnja   | VN Nizozemske       | Zandvoort    | Vandervell Products       | VW 5          | Vanwall 254 2.5 L4    | D    | 2.   |
| 9.  | 1958.  | 24. kolovoza  | VN Portugala        | Boavista     | Vandervell Products       | VW 5          | Vanwall 254 2.5 L4    | D    | 1.   |
| 10. | 1958.  | 19. listopada | VN Maroka           | Ain-Diab     | Vandervell Products       | VW 5          | Vanwall 254 2.5 L4    | D    | 2.   |
| 11. | 1959.  | 23. kolovoza  | VN Portugala        | Monsanto     | R.R.C. Walker Racing Team | Cooper T51    | Climax FPF 2.5 L4     | D    | 1.   |
| 12. | 1959.  | 13. rujna     | VN Italije          | Monza        | R.R.C. Walker Racing Team | Cooper T51    | Climax FPF 2.5 L4     | D    | 1.   |
| 13. | 1960.  | 29. svibnja   | VN Monaka           | Monaco       | R.R.C. Walker Racing Team | Lotus 18      | Climax FPF 2.5 L4     | D    | 1.   |
| 14. | 1960.  | 20. studenog  | VN SAD              | Riverside    | R.R.C. Walker Racing Team | Lotus 18      | Climax FPF 2.5 L4     | D    | 1.   |
| 15. | 1961.  | 14. svibnja   | VN Monaka           | Monaco       | R.R.C. Walker Racing Team | Lotus 18      | Climax FPF 2.5 L4     | D    | 1.   |
| 16. | 1961.  | 6. kolovoza   | VN Njemačke         | Nürburgring  | R.R.C. Walker Racing Team | Lotus 18 / 21 | Climax FPF 1.5 L4     | D    | 2.   |

^  Bolid je dijelio s Tonyjem Brooksom.

## Vanjske poveznice
- Stirling Moss na racing-reference.com
- Stirling Moss F1 statistika na statsf1.com
- Stirling Moss na racingsportscars.com